# Homoneura modesta
Homoneura modesta är en tvåvingeart som först beskrevs av Friedrich Hermann Loew 1857.  Homoneura modesta ingår i släktet Homoneura och familjen lövflugor. Arten är reproducerande i Sverige. Inga underarter finns listade i Catalogue of Life.